# Hôn nhân cùng giới ở Scotland
Hôn nhân cùng giới đã trở thành hợp pháp tại Scotland vào ngày 16 tháng 12 năm 2014. Vì luật gia đình không dành riêng cho Quốc hội Vương quốc Anh, Quốc hội Scotland có thẩm quyền lập pháp để thay đổi luật về hôn nhân. Luật hôn nhân cùng giới đã được Quốc hội Scotland phê chuẩn vào tháng 2 năm 2014 và nhận được sự đồng ý của hoàng gia vào ngày 12 tháng 3 năm 2014. Nó có hiệu lực vào ngày 16 tháng 12 năm 2014 với nhiều đối tác dân sự chuyển đổi mối quan hệ của họ thành hôn nhân, trong khi các nghi lễ kết hôn cùng giới đầu tiên xảy ra vào ngày 31 tháng 12 năm 2014. Quan hệ đối tác dân sự cho các cặp cùng giới đã hợp pháp kể từ năm 200.
Hie

## Chung sống dân sự
Chung sống dân sự là quyền của các cặp đồng tính ở Scotland được tiếp cận kể từ năm 2005, khi Quốc hội Vương quốc Anh thông qua Đạo luật Chung sống Dân sự 2004 (tiếng Gael Scotland: Achd Com-pàirteachasan Sìobhalta 2004; tiếng Scots: Ceevil Pairtnership Act 2004). Đạo luật trao cho các cặp đồng tính hầu hết (nhưng không phải tất cả) các quyền và trách nhiệm của hôn nhân dân sự. Chung sống dân sự được hưởng các quyền tài sản tương tự như các cặp vợ chồng khác giới đã kết hôn, được miễn trừ như các cặp vợ chồng đã kết hôn về thuế thừa kế, an sinh xã hội và trợ cấp hưu trí, cũng như khả năng nhận trách nhiệm làm cha mẹ đối với con cái của bạn đời, cũng như trách nhiệm duy trì hợp lý cho người bạn đời và con cái của họ, quyền thuê nhà, công nhận bảo hiểm nhân thọ đầy đủ, quyền của người thân trong bệnh viện và những quyền khác. Có một quy trình chính thức để giải thể chung sống dân sự tương tự như ly hôn.
Việc hợp pháp hóa hôn nhân cùng giới ở Scotland đã có một số tác động đáng chú ý đến luật pháp liên quan đến chung sống dân sự của Scotland. Mặc dù Chính phủ Scotland vẫn chưa quyết định có hay không mở chung sống dân sự cho các cặp đôi đa tính dục, nhưng chính phủ đã quyết định giới thiệu:
- Các bài kiểm tra có thể có đối với các cơ quan tôn giáo và tín ngưỡng để đáp ứng khi tổ chức hôn nhân hoặc đăng ký chung sống dân sự, vì lo ngại ngày càng tăng về hôn nhân giả tạo và cưỡng bức.
- Nghi lễ tôn giáo, tín ngưỡng để đăng ký hợp danh dân sự.

Kể từ tháng 11 năm 2015, chung sống dân sự bắt nguồn từ nơi khác của Vương quốc Anh không phải là Scotland (bao gồm cả Bắc Ireland) có thể được chuyển đổi thành hôn nhân mà cặp đôi không bị buộc phải giải thể chung sống dân sự.

## Dư luận
Một cuộc thăm dò dư luận năm 2014 do Cơ quan Khảo sát Thái độ Xã hội Scotland công bố cho thấy 68% người Scotland ủng hộ hôn nhân cùng giới, trong khi 17% phản đối. Sự ủng hộ ở những người trẻ tuổi (83%) cao hơn ở những người trên 65 tuổi (44%), ở phụ nữ (72%) so với nam giới (63%), và ở những người vô thần hoặc không tôn giáo (81%) cao hơn ở những người Công giáo (60%) hoặc tín đồ Nhà thờ Scotland (59%).